# Christmas Wrapping
Christmas Wrapping is een nummer van de Amerikaanse punk/newwaveband The Waitresses uit 1981, uitgebracht op het onafhankelijke platenlabel ZE Records. Hoewel het nooit een hit in de hitlijsten is geweest, is het nummer de laatste jaren uitgegroeid tot een veel gecoverde kerstplaat.

## Oorsprong
The Waitresses was een band uit Ohio en New York met zangeres Patty Donahue en gitarist/oprichter Chris Butler als blikvangers. In de zomer van 1981 kreeg de band het verzoek een kerstachtig nummer te schrijven voor een speciale kerstplaat die hun platenlabel ZE Records wilde uitbrengen. Hoewel de band er aanvankelijk weinig zin in had, schreef Butler het nummer "Christmas Wrapping" in twee dagen tijd. Het werd in augustus 1981 opgenomen in een studio in Manhattan.

## Verhaal
"Christmas Wrapping" gaat over een vrouw die besluit in haar eentje kerst te gaan vieren. Het afgelopen jaar is zó chaotisch en druk verlopen, dat ze behoefte heeft aan stilte en rust. Ze wil zich niet meer gek laten maken door al het gedoe rond de kerst. Een andere reden voor haar wens is het mislukken van een bijna-relatie met een leuke man, maar omdat ze het allebei veel te druk hadden gedurende het jaar is die relatie nooit echt goed van de grond gekomen.
Terwijl ze op kerstavond zich voorbereidt op een (eenzaam) kerstdiner met "the world's smallest turkey" (gekocht bij supermarktketen A&P), ontdekt ze dat ze de cranberry's is vergeten. Snel gaat ze nog naar een avondwinkel waar ze toevallig die ene man tegen het lijf loopt. Ook hij was van plan in z'n eentje kerst te vieren en ook hij was de cranberry's vergeten.
Uiteindelijk besluiten ze met z'n tweeën kerst te vieren, zodat de sluimerende relatie tussen de twee op de valreep alsnog gestalte krijgt.

## Succes
"Christmas Wrapping" heeft nooit in een Nederlandse hitlijst gestaan (het is zelfs de vraag of de single destijds in Nederland is uitgebracht) en ook in andere landen was het succes minimaal. Alleen in Groot-Brittannië bereikte het nummer in 1982 de 45e plaats van de hitparade.
Echter, door voortdurende airplay op Amerikaanse en Britse radiostations tijdens de kerstperiode werd "Christmas Wrapping" uiteindelijk populair. Het verscheen op een aantal kerst-cd's (zoals Now That's What I Call Christmas!) en het werd tevens voor een aantal filmsoundtracks gebruikt.

## Covers
"Christmas Wrapping" is in de loop der jaren verschillende keren gecoverd. De Spice Girls namen het in 1998 op als B-kant voor de single "Goodbye", waarbij ze een paar regels veranderden: de supermarkt was niet A&P, maar het Britse Tesco en het jaar was druk door "world tours and babies", wat duidde op de zwangerschappen van enkele van de Spice Girls.
Verder zijn er versies uitgebracht van onder meer Kate Nash, Save Ferris, de Broadway cast van de musical Wicked, Miranda Cosgrove, komiek Doug Benson en de Amerikaanse meidengroep The Donnas. Deze laatste versie verscheen op de soundtrack van de animatiefilm Shrek The Halls.
In 2011 werd het nummer opgenomen door Glee-actrice Heather Morris voor het album Glee: The Music, The Christmas Album Volume 2.

## Na The Waitresses
The Waitresses gingen niet lang na "Christmas Wrapping" uit elkaar door ruzies en gebrek aan succes. Chris Butler ging aan de slag als producer en avant-garde muzikant. In 1996 verscheen hij in het Guinness Book of Records omdat hij het langste popliedje ooit had geschreven. Het duurde 69 minuten. Zijn laatste album verscheen in 2003, dat hij had opgenomen op stokoude opname-apparatuur zoals een wasrol.
Zangeres Patty Donahue, die de groep in 1982 verliet, werkte daarna enkele jaren bij ABC News en bij een platenmaatschappij. Zij overleed op 9 december 1996 op 40-jarige leeftijd aan kanker.